# Huaca del Sol
Huaca del Sol é um Sítios Arqueológicos do Peru, localizado ao norte na região de La Libertad , a cerca de 5 km ao sul de Trujillo na base do do pico vulcânico de Cerro Blanco. Feito de adobe foi construído pela Cultura Moche (Mochica). Está localizado 500 m da Huaca de la Luna, que foi construída anteriormente pelos Moche; entre as duas Huacas a capital moche foi erguida. 

## Histórico
Em 450 d.C, oito estágios diferentes já tinham sido construídos na Huaca del Sol. A técnica foi aditiva; novas camadas de tijolo foram colocadas diretamente sobre as antigas. Dessa forma grandes quantidades de tijolos foram necessários para a sua construção. Arqueólogos estimam que mais de 130 milhões de tijolos de adobe foram utilizados em sua construção, sendo a maior estrutura pré-colombiana de adobe construída nas Américas.  O número de marcas diferentes feitas pelos fabricantes nos tijolos sugere que mais de cem comunidades diferentes contribuíram com tijolos para a construção da Huaca. 
A Huaca del Sol era composta por quatro níveis principais. A estrutura foi expandida e reconstruída por governos diferentes ao longo do tempo. Acredita-se que originalmente tinha cerca de 50 metros de altura e a base era um quadrilátero de 340 m. por 160 m. A estrutura era utilizada para atividades rituais e cerimoniais e servia também como uma residência real sendo que nelas também estavam localizadas as câmaras funerárias dos antigos reis. Evidências arqueológicas atestam essas funções. A primeira e menor seção estava localizada ao norte. A segunda seção era um pouco maior e mais larga do que o resto da estrutura formando uma disposição em forma de cruz. A terceira seção era a mais alta enquanto a quarta era a mais baixa . 
Durante a ocupação espanhola do Peru no início do século XVII, os colonos redirecionaram as águas do rio Moche para a base da Huaca del Sol a fim de facilitar o saque de artefatos de ouro do templo danificando muito sua estrutura. No total, cerca de dois terços da estrutura foram danificados pela erosão e depois pela pilhagem. A estrutura restante ficou com uma altura de 41 metros. 
Até hoje as constantes pilhagens e a erosão causadas pelo El Niño continuam a ser grandes preocupações.

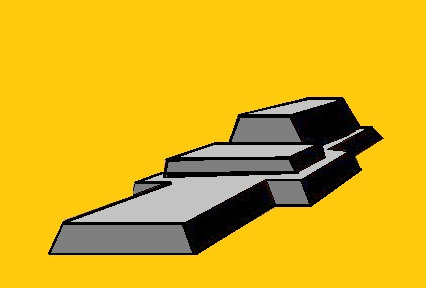
Representação aproximada da Huaca del Sol